# Collinsia tinctoria
Collinsia tinctoria är en grobladsväxtart som beskrevs av Karl Theodor Hartweg och George Bentham. Collinsia tinctoria ingår i släktet collinsior, och familjen grobladsväxter. Inga underarter finns listade i Catalogue of Life.